# Дрефаль, Гюнтер
Гю́нтер Дре́фаль (нем. Günther Drefahl; 11 мая 1922, Росток — 28 июля 2013, Йена) — немецкий химик. Депутат Народной палаты ГДР и председатель Совета мира ГДР.

## Биография
В 1940—1945 годах Дрефаль изучал химию в Ростокском университете. Получив диплом в 1946 году, был принят на работу в университет и преподавал курс неорганической химии. Подвергся денацификации. В 1949 году защитил докторскую диссертацию и в 27 лет был приглашён на работу в Йенский университет, став самым молодым профессором органической химии. В 1957 году ординарным профессором возглавил кафедру органической химии и Институт органической химии и биохимии. В 1962—1968 годах Дрефаль избирался ректором Йенского университета имени Фридриха Шиллера. В 1962 году удостоился Национальной премии ГДР. В 1963 году был принят в члены Научно-исследовательского совета ГДР, в 1964 году — в члены Академии наук ГДР. Вышел в отставку в 1987 году.
В 1969—1989 годах Гюнтер Дрефаль возглавлял Совет мира ГДР. В 1970 году Дрефаль был принят в члены президиума Комитета ГДР по безопасности в Европе. В 1983 году Дрефаль был избран заместителем председателя Всемирного совета мира. Являлся представителем Культурного союза ГДР в Народной палате ГДР VIII и IX созывов. В правительстве Ханса Модрова Дрефаль участвовал в работе на проектами новых законов о выборах в ГДР.